# Stefano degli Angeli
Stefano degli Angeli (Venecia, 23 de septiembre de 1623 – Padua, 11 de octubre de 1697) fue un matemático y religioso jesuita, con la supresión de la orden por el Papa Clemente IX en 1668, se convirtió en secular fue fiel alumno de Bonaventura Cavalieri, de 1662 hasta 1697, año de su muerte y enseñó en la Universidad de Padua. De 1654 de 1667 se dedicó al estudio de la geometría, continuando las investigaciones de Cavalieri y de Evangelista Torricelli para luego estudiar la mecánica clásica, en la que estuvo en conflicto constante con Giovanni Alfonso Borelli y Giovanni Riccioli. por su demostración del Principio de Cavalieri.

## Obra
- Problemata geometrica sexaginta (en latín). Venetiis: apud Iohannem La Noù. 1658.
- De infinitis parabolis, de infinitisque solidis ex variis rotationibus ipsarum, partiumque earundem genitis (en latín). Venetiis: apud Ioannem La Noù. 1659.
- Miscellaneum geometricum (en latín). Venetijs: apud Ioannem La Noù. 1660.
- De infinitorum spiralium spatiorum mensura (en latín). Venetijs: apud Ioannem La Noù. 1660.
- Accessionis ad steriometriam, et mecanicam, pars prima (en latín). Venetijs: apud Ioannem La Noù. 1662.
- Della gravità dell'aria e fluidi, esercitata principalmente nei loro omogenei (en italiano). Padova: Matteo Cadorino. 1671.

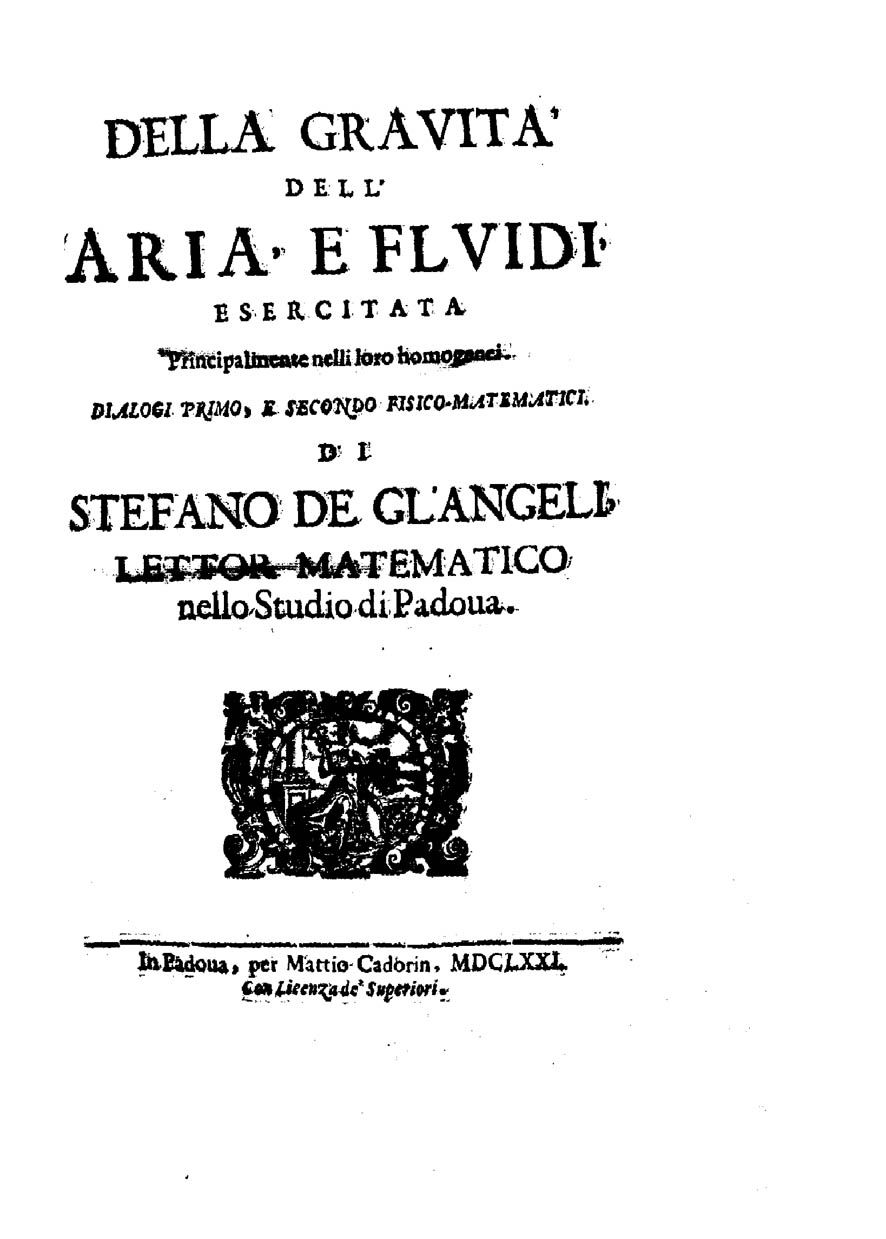
Della gravità dell'aria e fluidi, esercitata principalmente nei loro omogenei, 1671